# Trnovica (Czarnogóra)
Trnovica (cyr. Трновица) – wieś w Czarnogórze, w gminie Kolašin. W 2011 roku liczyła 13 mieszkańców.